# Saint-Pierre-du-Bû
 Saint-Pierre-du-Bû  es una población y comuna francesa, situada en la región de Baja Normandía, departamento de Calvados, en el distrito de Caen y cantón de Falaise-Nord.

## Demografía
| 251 | 238 | 207 | 242 | 335 | 412 |
| Para los censos de 1962 a 1999 la población legal corresponde a la población sin duplicidades (Fuente: INSEE [Consultar]) |     |     |     |     |     |